# Mary Pierce
Mary Pierce (Montreal, Kanada, 15. siječnja 1975.) je francusko-američka profesionalna tenisačica. Posjeduje francusko, američko i kanadsko državljanstvo ali igra za Francusku na ekipnim natjecanjima i Olimpijskim igrama.
Pierce je osvojila četiri Grand Slam naslova, dva u pojedinačnoj konkurenciji i dva u parovima. Igrala je šest puta u finalu Grand Slama pojedinačno, posljednji puta na US Openu i
Roland Garrosu 2005., s pobjedama na Australian Openu 1995., i Roland Garossu 2000. 2005., osvojila je naslov u Wimbledonu u konkurenciji miješanih parova i nastupila u tri finala Grand Slam turnira u parovima. Osvojila je 18 WTA naslova pojedinačno i 10 WTA naslova u parovima, uključujući i pet turnira Tier I. Također, dva je puta nastupila na prvenstvu kraja sezone WTA Tour Championships, posljednji puta 2005.

## Karijera
Rođena je u Montrealu u Kanadi i odrasla u Sjedinjenim Državama. Govori engleski i francuski. U dobi od 10 godina, u tenis ju uvodi njen otac Jim Pierce. Samo dvije godine kasnije, osvojila je nacionalno američko prvenstvo za natjecateljice do 12 godina starosti. 1989., postala je s 14 godina i 2 mjeseca najmlađa američka tenisačica u profesionalnom tenisu, rekord kojeg će iduće godine oboriti Jennifer Capriati. Ubrzo je stekla reputaciju radi svojih vrlo snažnih udaraca. 
Nakon razlaza sa svojim ocem, trenira ju Nick Bollettieri, čiju je akademiju nakratko pohađala 1988. U finalu jednog Grand Slama prvi puta igra na Roland Garossu 1994., kada ju pobjeđuje Arantxa Sánchez Vicario. Iduće godine u Melbourneu osvaja svoj prvi Grand Slam naslov pobjedom u finalu nad Arantxom Sánchez, ukupno izgubivši samo 30 gemova tijekom cijelog turnira. Tada s 3. mjestom doseže i svoj najbolji plasman na WTA ljestvici. 1996., doživjela je niz zastoja u karijeri, uključujući razlaz s Nickom Bollettierijem nakon što nije obranila naslov u Australiji. 1997. ponovo igra u finalu Australian Opena ali gubi od Martine Hingis. Iste godine pobjeđuje zajedno s francuskim timom Fed Cup. 
Godine 1998. osvaja četiri naslova, Open Gaz de France u Parizu, prvenstvo Bausch & Lomb, Kremlin Cup u Moskvi i Fortis Championships Luxembourg. 2000., na Otvorenom prvenstvu Francuske, osvaja svoj drugi Grand Slam naslov i prvi Grand Slam naslov u parovima. U finalu pojedničanog turnira pobijedila je Conchitu Martínez i postala prva francuskinja pobjednica Roland Garossa nakon Françoise Durr 1967. 2003., ponovo osvaja Fed Cup za Francusku. 2004., osvaja Ordina Open u 's-Hertogenboschu u Nizozemskoj, svoj prvi naslov nakon 2000. Iste godine sudjeluje na Olimpijskim igrama u Ateni, dok na US Openu pobjeđuje svježu pobjednicu Wimbledona Mariju Šarapovu.
Godine 2005. vraća se na vodeće pozicije ženskog tenisa. Na Roland Garossu, treći puta igra u finalu pojedinačno, ali gubi od Justine Henin. Također igra i u četvrtfinalu Wimbledona pojedinačno, prvi puta nakon 1996., i osvaja zajedno s Maheshom Bhupathijem naslov mješovitih parova. Na US Openu dostiže finale te igra protiv Kim Clijsters koja tada osvaja svoj prvi Grand Slam naslov. Krajem godine sudjeluje na WTA prvenstvu u Los Angelesu gdje ju u finalu pobjeđuje Amelie Mauresmo.
Njena daljnja karijera bila je uglavnom onemogućena ozljedama. Nakon Australian Opena i Gaz de France u Parizu početkom sezone 2006., nije igrala do kolovoza, dok u Linzu listopada te godine ozljeđuje koljeno. Iako od tada nije igrala, nije se službeno povukla iz profesionalnog sporta.

## Vanjske poveznice
- Mary Pierce  Arhivirana inačica izvorne stranice od 5. kolovoza 2009. (Wayback Machine) - profil na WTA službenom sajtu
- Mary Pierce   Arhivirana inačica izvorne stranice od 15. siječnja 2008. (Wayback Machine) - Fed Cup
- Mary Pierce   Arhivirana inačica izvorne stranice od 27. travnja 2008. (Wayback Machine) - Međunarodna teniska federacija (ITF)